# Municipio de Long Prairie (Misuri)
El municipio de Long Prairie (en inglés: Long Prairie Township) es un municipio ubicado en el condado de Misisipi en el estado estadounidense de Misuri. En el año 2010 tenía una población de 1348 habitantes y una densidad poblacional de 14,07 personas por km².

## Geografía
El municipio de Long Prairie se encuentra ubicado en las coordenadas 36°53′00″N 89°27′37″O / 36.88333, -89.46028. Según la Oficina del Censo de los Estados Unidos, el municipio tiene una superficie total de 95.8 km², de la cual 95,77 km² corresponden a tierra firme y (0,04 %) 0,03 km² es agua.

## Demografía
Según el censo de 2010, había 1348 personas residiendo en el municipio de Long Prairie. La densidad de población era de 14,07 hab./km². De los 1348 habitantes, el municipio de Long Prairie estaba compuesto por el 95,33 % blancos, el 3,64 % eran afroamericanos, el 0,22 % eran amerindios, el 0,07 % eran asiáticos, el 0,07 % eran de otras razas y el 0,67 % eran de una mezcla de razas. Del total de la población el 1,41 % eran hispanos o latinos de cualquier raza.